# Pollaplonyx turnai
Pollaplonyx turnai är en skalbaggsart som beskrevs av Keith 2008. Pollaplonyx turnai ingår i släktet Pollaplonyx och familjen Melolonthidae. Inga underarter finns listade i Catalogue of Life.